# Dasineura acrophila
Dasineura acrophila är en tvåvingeart som först beskrevs av Johannes Winnertz 1853.  Dasineura acrophila ingår i släktet Dasineura och familjen gallmyggor. Inga underarter finns listade i Catalogue of Life.